# Sophienkathedrale (Harbin)

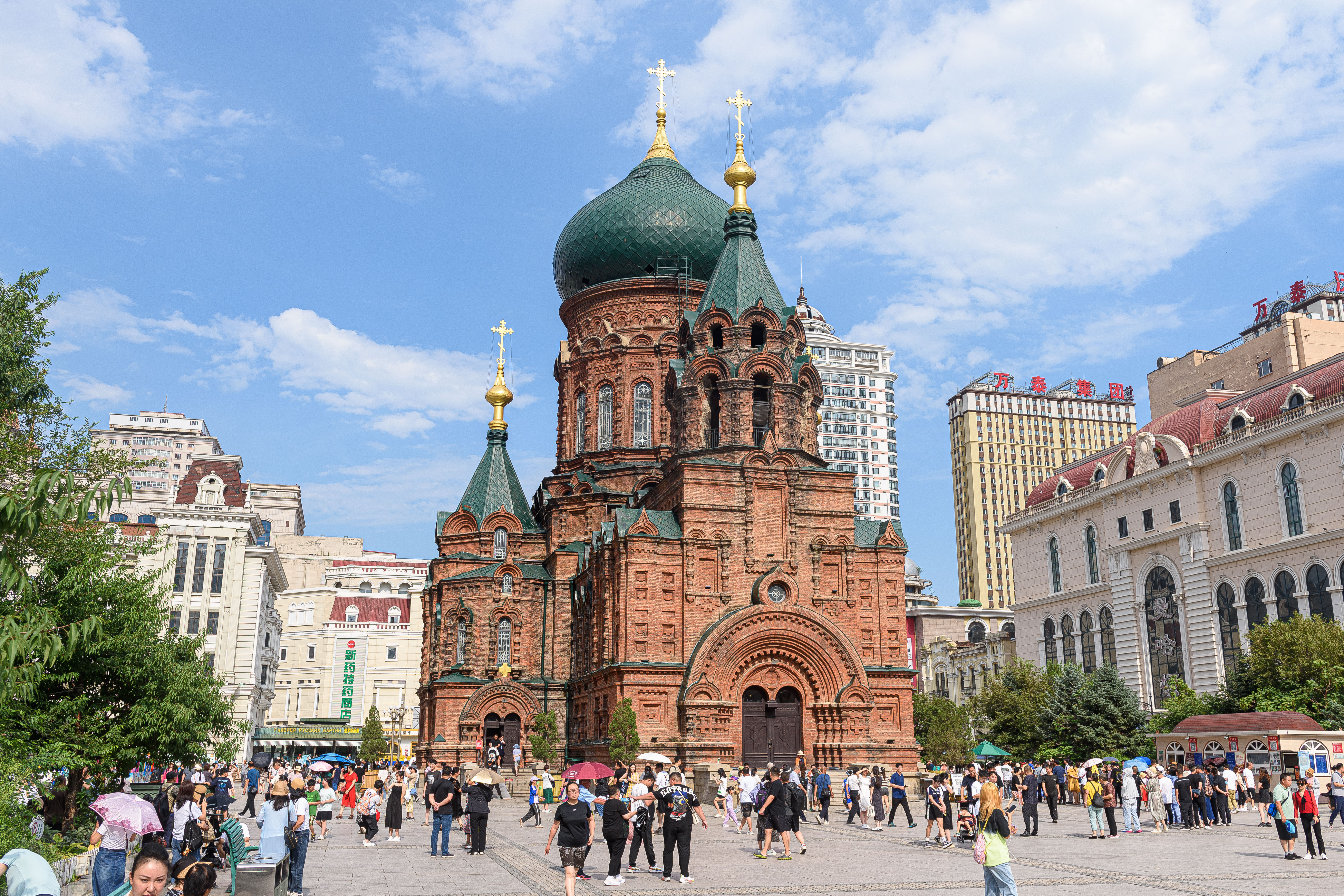
Russisch-orthodoxe Sophienkathedrale in Harbin

Die ehemalige russisch-orthodoxe Sophienkathedrale (chinesisch 哈尔滨圣·索非亚大教堂, Pinyin Hā’ěrbīn Shèng Suǒfēiyà Dàjiàotáng, russisch Софийский собор Sofijski sobor) im Stadtbezirk Daoli der Stadt Harbin, heute chinesische Provinz Heilongjiang, wurde 1907 im russischen Architekturstil erbaut.

## Geschichte
Nach der Gründung der Volksrepublik China auf dem Festland 1949 beendeten die Kommunisten sämtliche seit Jahrhunderten bestehenden christlichen Missionarstätigkeiten. Entsprechend einer Abmachung mit der Sowjetunion wurden alle russischen Kirchen chinesischer Kontrolle unterstellt. Mit dem Großen Sprung nach vorn ab 1958 wurde die Kathedrale zunächst geschlossen. Während der Kulturrevolution ab 1966 war eine Zerstörung der Sophienkathedrale vorgesehen, jedoch diente es als Depot für ein nahegelegenes Warenhaus. Die Fenster wurden zugemauert und aus dem Dach wuchsen nach langer Zeit der Verwahrlosung Sprösslinge. Das einstige Zentrum der Stadt wurde mit der Zeit von allen vier Seiten von Hochhäusern umgeben und somit zu einem Solitärbau.
Die Kathedrale steht seit 1996 auf der Liste der Denkmäler der Volksrepublik China (4-227). 1997 wurde sie umfassend restauriert.

## Heutige Nutzung
Heute beherbergt die Sophienkathedrale ein Architekturmuseum, in dem unter anderem historische Fotos der Stadt zu sehen sind.

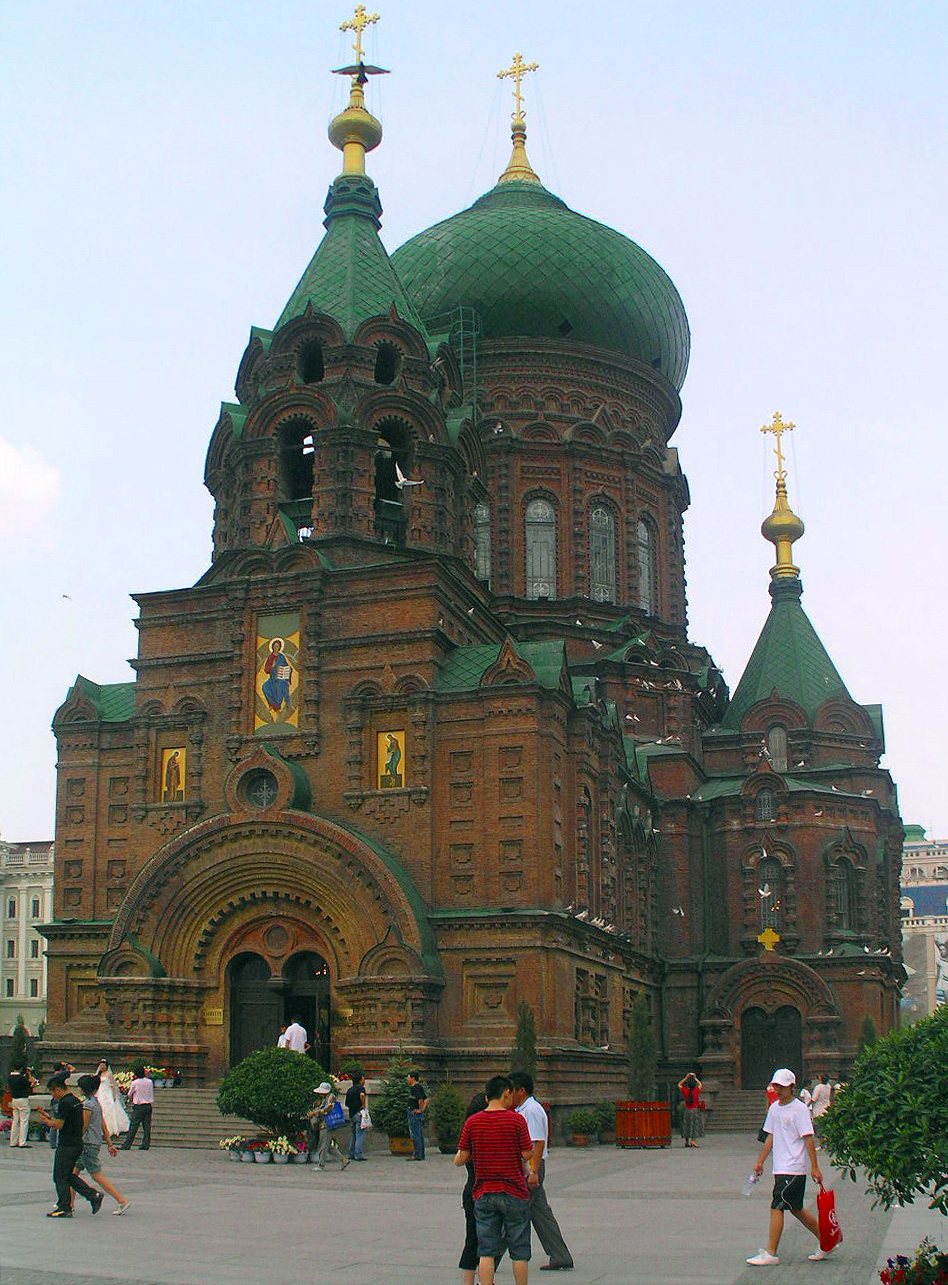
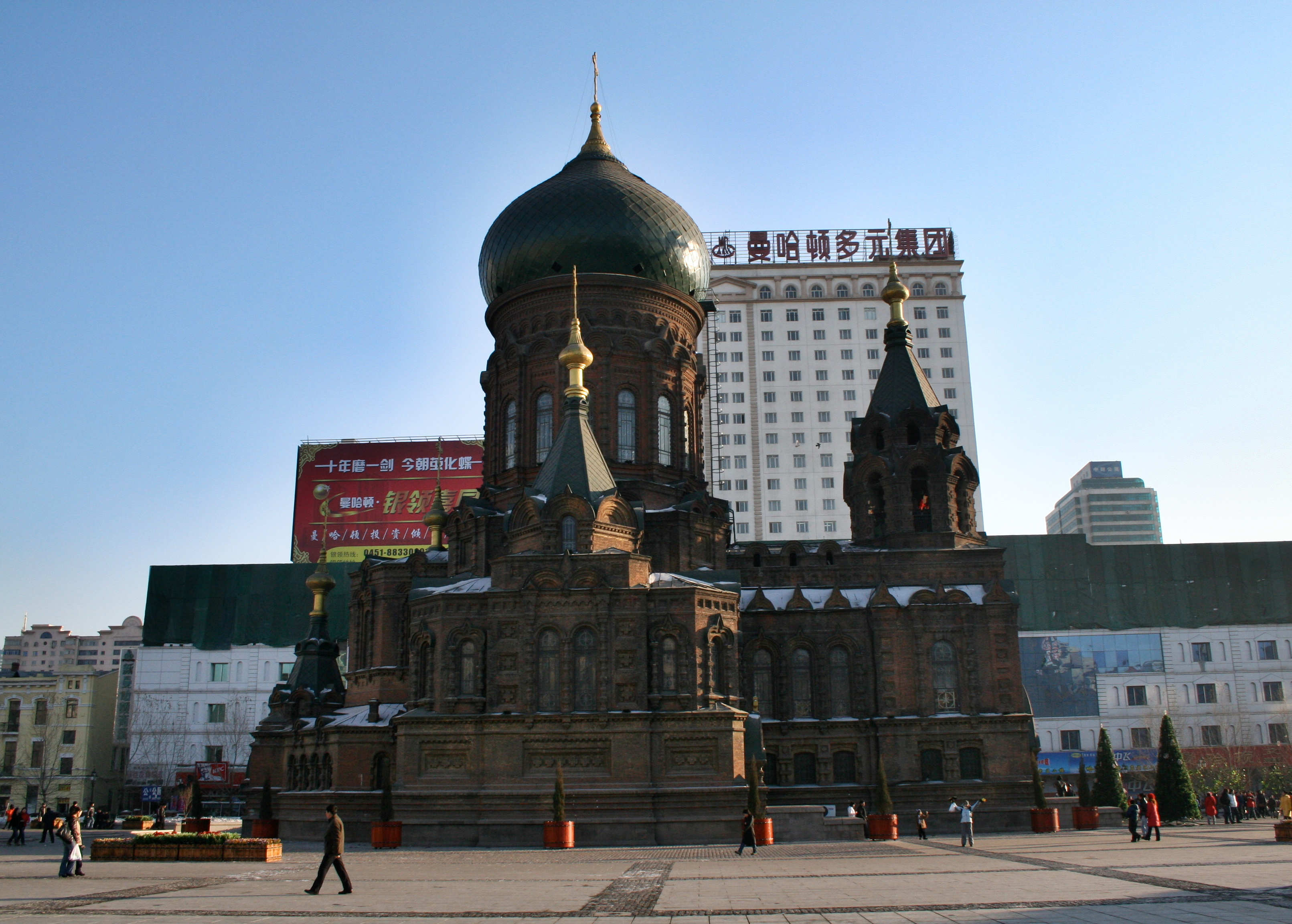
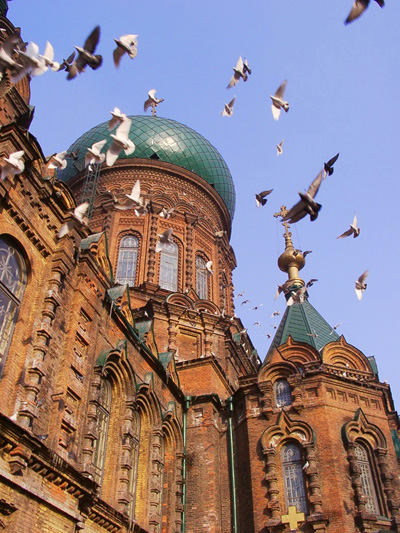
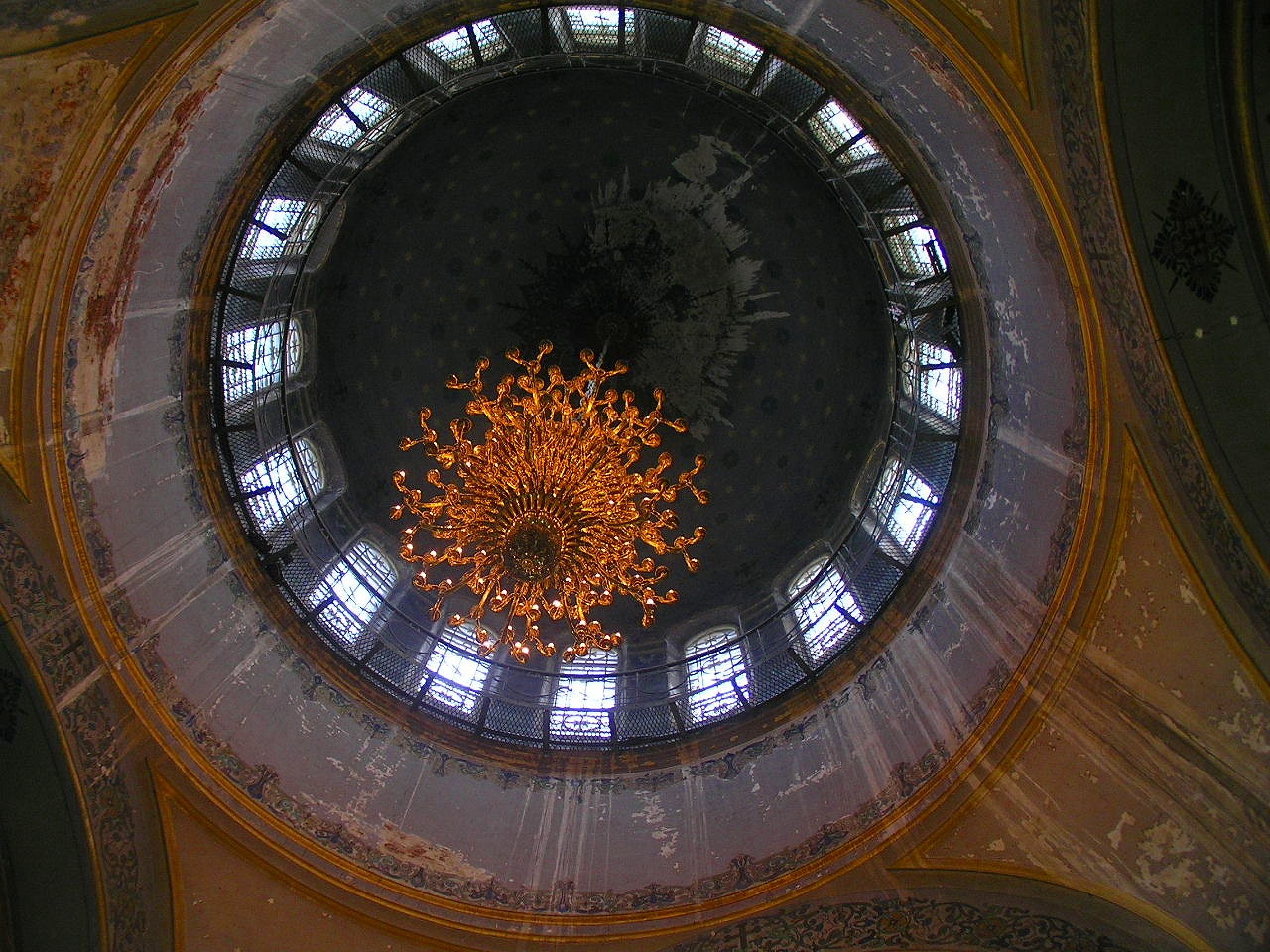
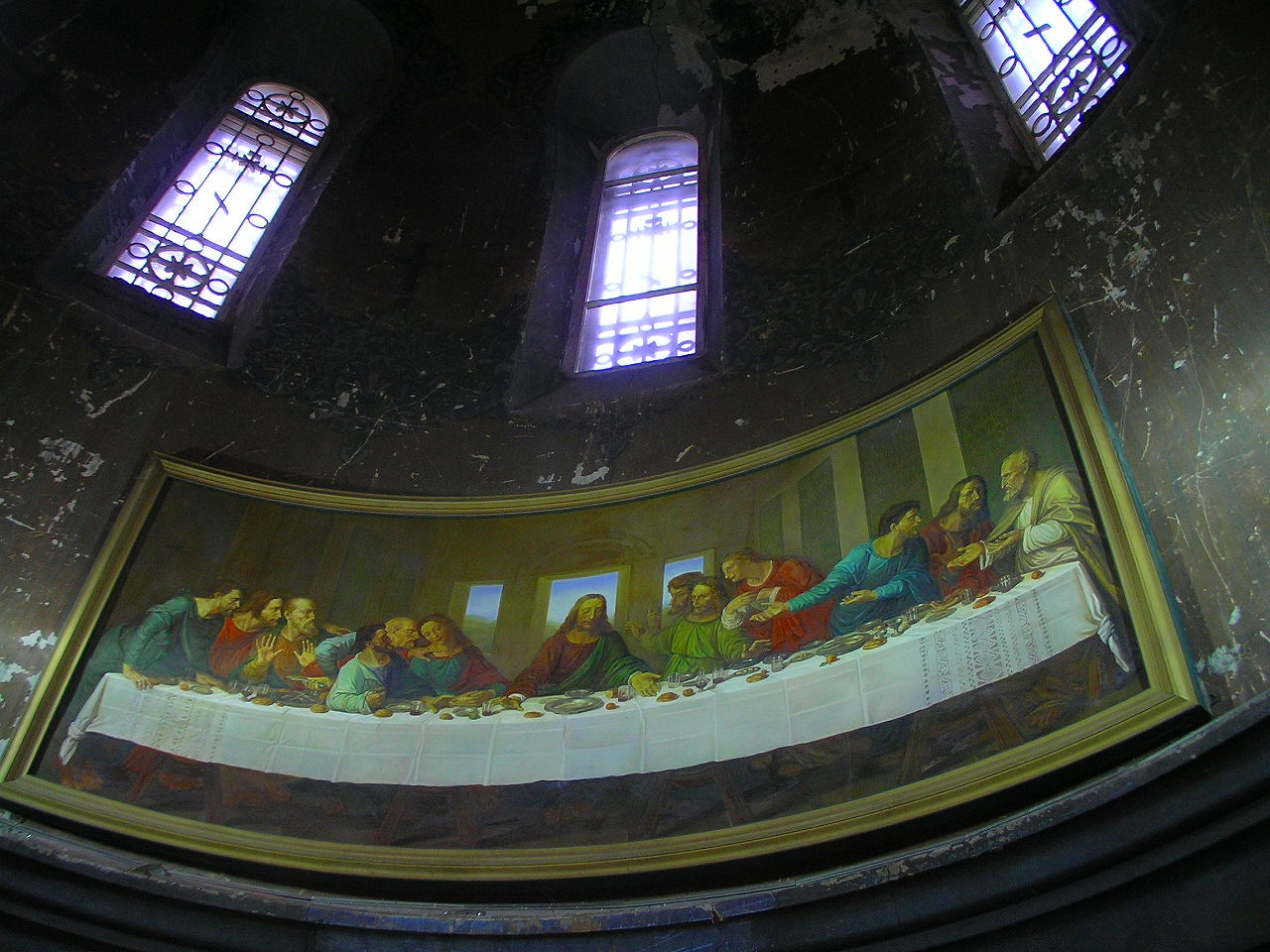
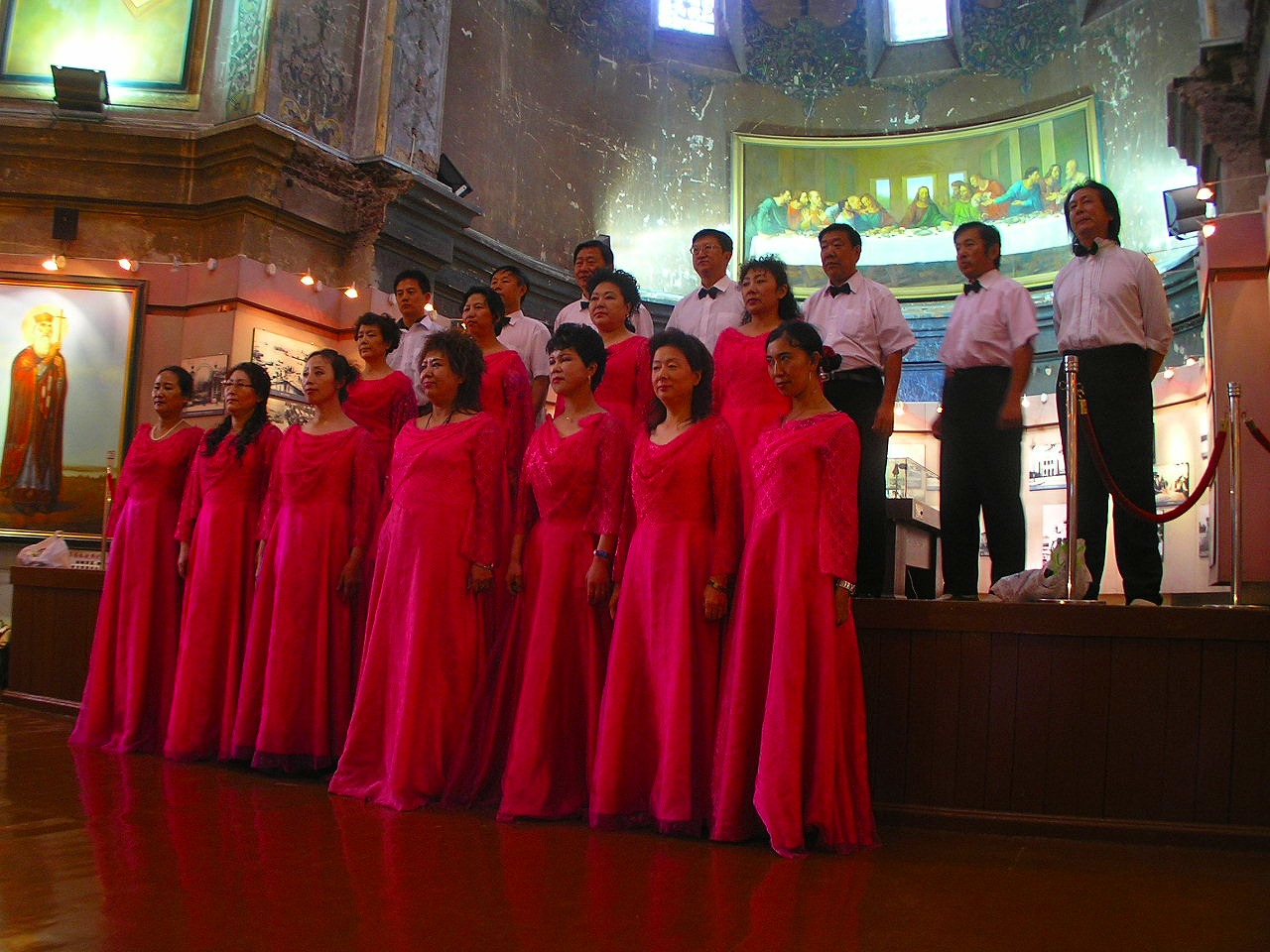
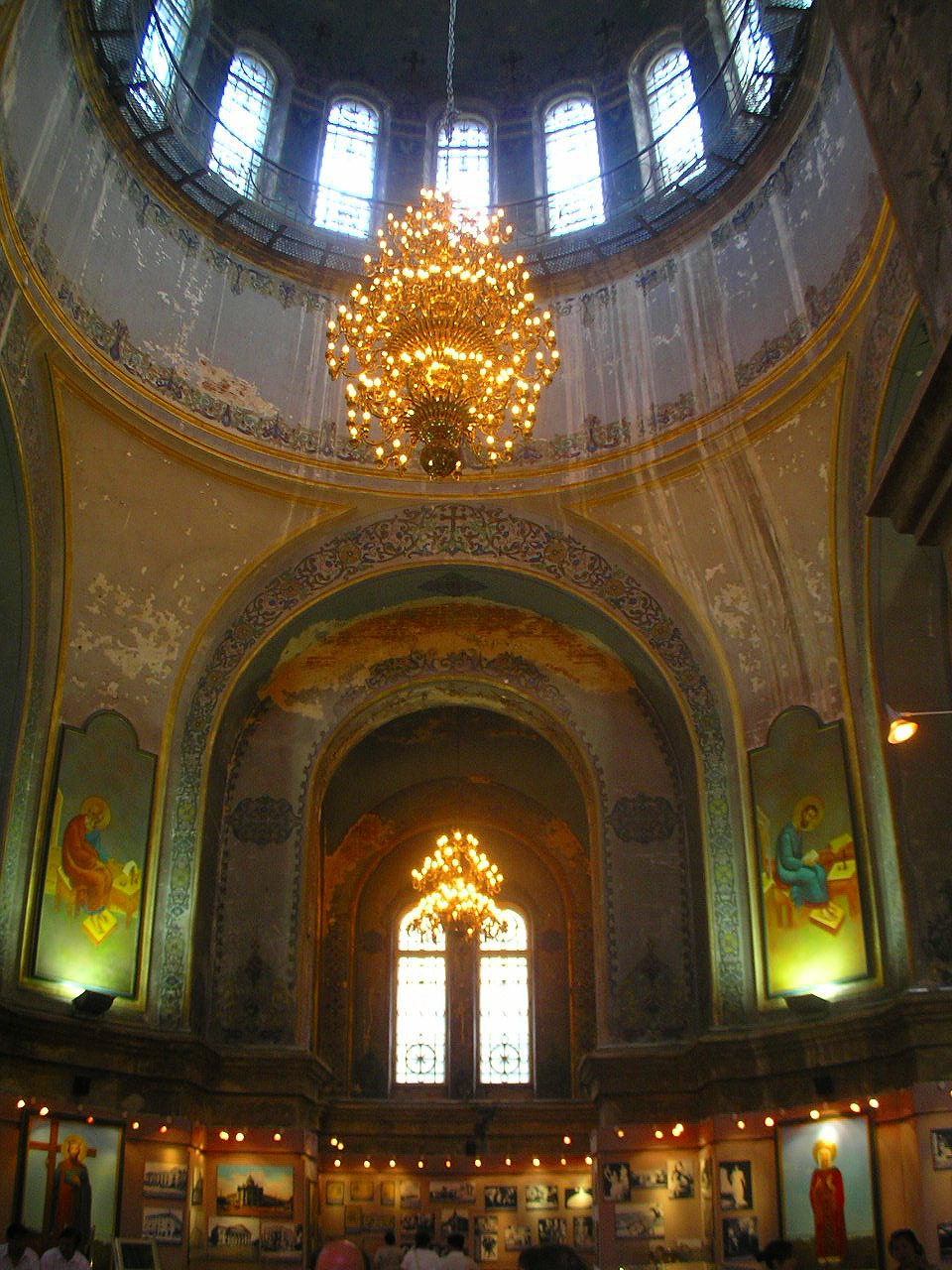